# Hurworthia apicipuncta
Hurworthia apicipuncta là một loài bướm đêm trong họ Noctuidae.